# Santa María del Invierno
Santa María del Invierno est une commune d'Espagne dans la communauté autonome de Castille-et-León, province de Burgos. Elle s'étend sur 16,18 km2 et comptait environ 63 habitants en 2011.